# Energie- und Stoffstrommanagement
Das Energie- und Stoffstrommanagement (ESSM) zielt auf die ökologische und ökonomische Beeinflussung von Stoff- und Energieströmen. Hauptziele sind dabei die Ressourcen- bzw. Materialeffizienz und das Schaffen nachhaltiger Kreisläufe.

## Ursprünge
1972 veröffentlichte eine Reihe von Wissenschaftlern unter Dennis L. Meadows den ersten Bericht an den Club of Rome, „Die Grenzen des Wachstums“, in dem sie u. a. auf die Verknappung natürlicher Ressourcen durch das Wachstum der Menschheit hinwiesen. Diese Veröffentlichung führte zur ersten internationalen Konferenz über die menschliche Umwelt (United Nations Conference on the Environment, 1972 in Stockholm) und die Einrichtung eines eigenen Umweltprogramms (UNEP) in Nairobi. Dieses wiederum prägte den Begriff des „Eco-Development“, welchem u. a. auch Elemente der Befriedigung der Grundbedürfnisse mittels der eigenen Ressourcenbasis sowie Maßnahmen zur Ressourcenschonung beinhaltete.
Einen Meilenstein in der Diskussion um langfristige Strategien zur Ressourcensicherung stellte schließlich der 1987 veröffentlichte Brundtland-Bericht der UN-Sonderkommission „Weltkommission für Umwelt und Entwicklung“ dar. Innerhalb dieses Berichtes wurde erstmals der Begriff „Nachhaltige Entwicklung“ in seiner heute verwendeten Bedeutung definiert:
„Sustainable Development is development that meets the needs of the present without compromising the ability of future generations to meet their own needs. It contains within it two key concepts: 1. The concept of ‚needs‘, in particular the essential needs of the world’s poor, to wich overriding priority should be given; and 2. The idea of limitations imposed by the state of technology and social organization on the environment ability to meet present and future needs.“
Von besonderer Bedeutung ist hierbei der Hinweis auf die „Idee der Grenzen“, die ihren Ursprung in dem ersten Bericht an den Club of Rome hat und sich auch im späteren Leitplankenmodell des Wissenschaftlicher Beirat der Bundesregierung Globale Umweltveränderungen (WBGU) wieder findet.
Mit der Konferenz der Vereinten Nationen über nachhaltige Entwicklung in Rio de Janeiro im Jahr 1992 wurde aus der Wortschöpfung „Nachhaltigkeit“ bzw. „Nachhaltige Entwicklung“ endgültig ein normatives, internationales Leitprinzip, welches allgemein auf dem Drei-Säulen-Modell basiert. Die Schonung der natürlichen Ressourcen bildet dabei immer wieder ein zentrales Thema.
Mit den Arbeiten der Enquete-Kommission „Schutz des Menschen und der Umwelt“ wurde „Energie- und Stoffstrommanagement“ ein wichtiger Begriff in der deutschen Umweltpolitik. Grundsätzlich wird „Stoffstrom“ als „… der Weg eines Stoffes von seiner Gewinnung als Rohstoff über die verschiedenen Stufen der Veredelung bis zur Stufe der Endprodukte, den Gebrauch/Verbrauch des Produktes, ggf. seine Wiederverwendung/Verwertung bis zu seiner Entsorgung …“ definiert. Dabei werden Energieströme i. d. R. unter Stoffströmen subsumiert. Stoffstromsysteme stellen somit alle abgrenzbaren Systeme dar, in denen Stoff- und Energieströme bewegt und transformiert werden.
Energie- und Stoffstrommanagement ist mittlerweile ein weit gefächertes Themengebiet geworden, welches in vielseitiger Hinsicht zur Anwendung kommt und ebenso zahlreiche Verbindungen zu angrenzenden Themengebieten aufweist. So finden sich die ersten Ansätze von Energie- und Stoffstrommanagement bereits in den Arbeiten von Wassily Leontief, der 1930 eine Methodik zur Darstellung von ökonomischen Prozessen in Form von Input-Output-Tabellen entwickelte. Zuvor war eine Betrachtung der stofflichen In- und Outputs bereits in der Chemie bei der Analyse von chemischen Prozessen bekannt.

## Notwendigkeit
In Politik und Forschung wird Energie- und Stoffstrommanagement mittlerweile überaus positiv angenommen. Dies beweisen die länderspezifischen und nationalen Förderschwerpunkte, die sich ausschließlich mit diesem Thema beschäftigen. Die Resonanz in den Unternehmen ist jedoch bislang eher als verhalten zu bezeichnen, obwohl die positiven, wirtschaftlichen Aspekte von Energie- und Stoffstrommanagement längst in verschiedenen Studien belegt sind.
Dabei zeigt die Entwicklung der Kostenstruktur in Unternehmen, dass die Nutzung von Energie- und Stoffstrommanagement nicht nur empfehlenswert, sondern sogar notwendig ist. So stellen die Materialkosten den größten Kostenblock im verarbeitenden Gewerbe dar – mit steigender Tendenz. Für diesen Trend gibt es vor allem drei Ursachen:
1. Rohstoffverknappung führt zu steigenden Kosten, wie bei Stahl und Erdöl zu beobachten ist.
2. Unternehmen im verarbeitenden Gewerbe verringern zunehmend die Fertigungstiefe und verarbeiten immer hochwertigere Materialien.
3. Die bisherigen Kostensenkungsprogramme fokussierten weitestgehend auf die Personalkosten oder auf Optimierungen in der Ablauforganisation.

Dies hat zur Folge, dass die Materialkosten immer weiter in den Fokus von Optimierungsmaßnahmen rücken und somit eine Senkung der Materialkosten essentiell wird, um im globalen Wettbewerb zu bestehen.
Dass hierbei durchaus nennenswerte Potenziale vorhanden sind, zeigt eine Studie von Arthur D. Little, dem Fraunhofer-Institut für System- und Innovationsforschung und dem Wuppertal-Institut, welche sich mit Potenzialen und Strategien zur Steigerung der Materialeffizienz in mittelständischen Unternehmen befasste. Zu diesem Zweck wurden besonders materialintensive Branchen, wie die Herstellung von Metallerzeugnissen oder Kunststoffwaren, identifiziert und Kostensenkungspotenziale auf Basis vorliegender Materialeffizienzstudien sowie Produktionskostenstatistiken abgeschätzt. Insgesamt wurden durch die Studie Minderungspotenziale der Materialkosten über ca. 7 Mrd. € für die verarbeitende Industrie in Deutschland geschätzt. Prozentual gesehen handelt es sich dabei um Kostensenkungspotenziale, die bis in den zweistelligen Bereich der Gesamtkosten der individuellen Unternehmung reichen können.
Maßnahmen in diesem Bereich fokussieren u. a. die Minderung von Material- und Ressourcenverlusten durch Verbesserung der Qualität (z. B. durch Verminderung des Ausschusses), Optimierung von Produktionsprozessen, Werkstoffrecycling oder die Kreislaufführung bzw. Mehrfachnutzung von Nutzwasser.
Betriebliches und überbetriebliches Stoffstrommanagement weisen somit gut abschätzbare Potenziale auf, die im Sinne der Nachhaltigkeit sowohl die ökologische als auch die ökonomische Zieldimension bedienen. Zusätzlich kann eine Erhöhung der Materialeffizienz auch zu einer Sicherung der Arbeitsplätze beitragen. Somit erweist sich Energie- und Stoffstrommanagement als ein Instrument, welches positive Effekte in allen drei Zieldimensionen der Nachhaltigkeit bewirken kann.

## Formen
Stoff- und Energiestrommanagement kann im Wesentlichen hinsichtlich der Motivation der Durchführung sowie nach dem betrachteten Objekt bzw. der gewählten Systemgrenzen unterschieden werden.

### Unterscheidung nach Motivation der Durchführung
Unter dem Kriterium der Motivation der Durchführung kann Energie- und Stoffstrommanagement in zwei grundsätzliche Strömungen unterschieden werden:
- industrielles bzw. ökonomisch motiviertes ESSM und
- ökologisch motiviertes ESSM.

#### Industrielles Energie- und Stoffstrommanagement
Beim industriellen Energie- und Stoffstrommanagement stehen im Wesentlichen wirtschaftliche Aspekte der individuellen Unternehmung im Vordergrund. Formen und Ansätze eines industriellen Energie- und Stoffstrommanagements finden sich bereits in der Leontief’schen Input-Output-Analyse, in verschiedenen Prozesssimulationssystemen oder in Optimierungsmodellen des Operations Research. In neuerer Zeit werden ökologische Handlungsansätze als weitere Zieldimension im industriellen Energie- und Stoffstrommanagement eingebettet. Unter dem Dach einer ökologieorientierten Unternehmensführung nennt RÜDIGER (2000) folgende Aufgabenbereiche eines industriellen Energie- und Stoffstrommanagements:
- Planung, Analyse, Optimierung und Steuerung produktionswirtschaftlicher Systeme
- Unterstützung der Produktentwicklung und Innovation.

In den Kontext eines industriellen Energie- und Stoffstrommanagement sind auch die Forderungen und Ansätze einer stoffstrombasierten (Umwelt)Kostenrechnung einzuordnen.

#### Ökologisches Energie- und Stoffstrommanagement
Im ökologisch motivierten Energie- und Stoffstrommanagement liegt der Fokus auf Umweltschutzgesichtspunkten. Dabei steht oft die Vermeidung von Abfällen, Abwasser und vermeidbarem Energieeinsatz im Vordergrund (Cleaner Production). Zielsetzungen eines ökologisch motivierten Stoffstrommanagements sind u. a.:
- Erhöhung der Ressourcenproduktivität
- Absolute Verringerung des Verbrauches an Ressourcen
- Vermeidung und Verringerung von Emissionen und Abfällen
- Vermeidung und Verringerung des Einsatzes ökologisch bedenklicher Stoffe
- Erhöhung des Einsatzes von Sekundärstoffen
- Erhöhung der Recyclingfähigkeit von Produkten und Reststoffen.

### Unterscheidung nach Systemgrenzen und Objekt
Energie- und Stoffstrommanagement lässt sich nach dem Kriterium der Systemgrenzen und des betrachteten Objektes in vier Ebenen aufgliedern:
- räumlich-stoffliches Energie- und Stoffstrommanagement
- überbetrieblich-akteursbezogenes Energie- und Stoffstrommanagement (auch regionales Energie- und Stoffstrommanagement)
- betrieblich-prozessbezogenes Energie- und Stoffstrommanagement
- produktorientiertes Stoffstrommanagement/Life Cycle Assessment

#### Räumlich-stoffliches Energie- und Stoffstrommanagement
Unter räumlich-stofflichen Stoffstrommanagement versteht man nach den Vorgaben der Enquête-Kommission Schutz des Menschen und der Umwelt das „… zielorientierte, verantwortliche, ganzheitliche und effiziente Beeinflussen von Stoffsystemen […], wobei Zielvorgaben aus dem ökologischen und dem ökonomischen Bereich kommen, unter Berücksichtigung von sozialen Aspekten.“ (Enquête-Kommission (1994)) Unter „Stoffsystemen“ werden hierbei i. d. R. globale und regionale Wirksysteme konkreter chemischer Stoffe oder Verbindungen, wie z. B. der globale CO2-Haushalt verstanden. Ein solches ganzheitliches Vorgehen erfordert jedoch enge Kooperationen zwischen
- Staat (in begleitender Rolle durch die Vorgabe umweltpolitischer Rahmenbedingungen),
- Wirtschaft (als direkt handelnde Akteure) und
- Nichtregierungsorganisationen (NROs; als gesellschaftlich operierende Organisationen in unterstützender Funktion).

Stoffstrommanagement in diesem Sinne scheiterte bisher im Wesentlichen an fehlenden konkreten umweltpolitischen Vorgaben.

#### Überbetrieblich-akteursbezogenes Energie- und Stoffstrommanagement
Auf überbetrieblicher Ebene ist ein Trend zu vertikalen (Kooperationen zwischen Unternehmen unterschiedlicher Branchen entlang der Wertschöpfungskette) und horizontalen (Kooperationen zwischen Unternehmen der gleichen Branche) Kooperationen zu beobachten. Hierbei versteht man unter Stoffstrommanagement die Optimierung ganzer Produktlinien durch die relevanten wirtschaftlichen Akteure bzw. den optimierten Verbund von Unternehmen einer Region über deren Stoffströme. In den Kontext des überbetrieblichen Stoffstrommanagements sind z. B. aber auch Recyclingverbände einzubeziehen. Überbetriebliches Stoffstrommanagement kann im Wesentlichen auch als akteursbezogen bezeichnet werden, da der größte Teil der Aufwendungen in den Aufbau von Akteursnetzwerken und Schaffung der notwendigen Strukturen gesteckt wird. Bekannt geworden sind in dieser Betrachtung vor allem Kooperationen des Versandhandelshauses Otto mit Konfektionären und Baumwolllieferanten zur Entwicklung eines ökologisch verbesserten Bekleidungssortimentes und Kooperationen des Axel-Springer-Verlages mit den Papierherstellern STORA und CANFOR zur ökologischen Optimierung der Papierkette. Trotz dieser vielversprechenden Ansätze muss festgestellt werden, dass sich die Praxis des Stoffstrommanagements auf überbetrieblicher Ebene noch immer in der Anfangsphase befindet. Strategische Allianzen zwischen den relevanten Akteuren scheitern im Wesentlichen an externen, wirtschaftlichen Rahmenbedingungen (z. B. suboptimale Preisverhältnisse zwischen primären und sekundären Rohstoffen) und internen, organisationsbedingten Barrieren (z. B. Fehlen klarer Strukturen und Verantwortlichkeiten).

#### Betrieblich-prozessbezogenes Energie- und Stoffstrommanagement
Das innerbetriebliche Stoffstrommanagement befindet sich hingegen in einer fortgeschrittenen Phase und wird als die input- und outputseitige Bilanzierung und Optimierung der ökologisch relevanten Stoff- und Energieströme eines Einzelprozesses, Prozessverbundes bzw. eines gesamten Unternehmens definiert. Innerbetriebliches Stoffstrommanagement kann somit auch als prozessbezogen bezeichnet werden, da der Fokus auf der Analyse und Optimierung der Produktionsstrukturen liegt. Durch die Entwicklung und Einführung zahlreicher unterstützender IV-Systeme, wie z. B. die Bilanzierungssoftware GaBi, UMBERTO und AUDIT, wurden beachtliche Erfolge in der Abbildung komplexer Stoffströme und dem Aufzeigen konkreter Minderungspotenziale erzielt. Die Detailtiefe der Stoffstromanalysen wird hierbei durch die Aufgabenstellung bestimmt. Bei produzierenden Unternehmen liegt der Fokus zumeist auf der umfassenden Analyse von Einzelprozessen bzw. Einzelstandorten.

#### Produktorientiertes Stoffstrommanagement/Life Cycle Assessment
Das produktbezogene Stoffstrommanagement hat schließlich Bedeutung in zahlreichen Produktökobilanzen gefunden. Die Ökobilanz ist nach ISO 14040 eine „Methode zur Abschätzung der mit einem Produkt verbundenen Umweltaspekte und produktspezifischen potentiellen Umweltwirkungen“. In dieser Betrachtungsweise erfolgt eine Analyse bzw. Bilanzierung der Stoff- und Energieströme eines Produktes über dessen gesamten Lebensweg – von der Wiege bis zur Bahre. Zielsetzungen sind im Wesentlichen die Identifikation von ökologischen Verbesserungspotenzialen und die Entscheidungsunterstützung bei der strategischen Planung oder Produktentwicklung. In neuerer Zeit ist der Begriff Life Cycle Assessment (LCA) gebräuchlicher. Bekannt geworden sind unter anderem Ökobilanzen zu graphischen Papieren oder Getränkemehrwegverpackungen.

## Einsatzgebiete
Der Einsatz von Stoffstromanalysen und die Aufstellung von Stoffstrommanagement-Konzepten wird mittlerweile für die unterschiedlichsten Anwendungsgebiete dokumentiert, z. B. für die Altbaumodernisierung, die Möbelindustrie oder den Industriezweig der Automobilindustrie. Nachdem zunächst bzw. die Bundesrepublik Deutschland verschiedene umweltpolitische Förderschwerpunkte durch einzelne Bundesländer ausgelobt wurden, die sich mit der praktischen Umsetzung von Stoffstrommanagement befassten (z. B. der Förderschwerpunkt „Stoffstromoptimierung in kleinen und mittleren Unternehmen“ der ehemaligen Landesanstalt für Umweltschutz (LfU) Baden-Württemberg), befasst sich seit 2005 auch die Bundesrepublik Deutschland verstärkt mit der Thematik. Ergebnis ist die Einrichtung der Deutschen Materialeffizienzagentur (demea) und des Förderprogramms VerMat, die zu einer deutlichen Verbesserung der Materialeffizienz in kleinen und mittelständischen Unternehmen führen soll.

## Softwareunterstützung im Energie- und Stoffstrommanagement
Im Bereich der computergestützten Stoffstromanalyse bieten derzeit mehrere Unternehmen Software an. Die Palette der angebotenen Software reicht dabei von einfachen graphischen Tools (z. B. Sankey Editor und e!Sankey) bis hin zu ausgefeilten Modellierungstools (z. B. Umberto oder GaBi Software).

## Lehre
Bundesweit gibt es 19 Hochschulen, innerhalb derer das Thema betriebliches Energie- und Stoffstrommanagement in der Lehre behandelt wird (alphabetisch nach Ort):
- Universität Augsburg
- Hochschule für Technik und Wirtschaft Berlin: Studiengang Betriebliche Umweltinformatik
- Technische Hochschule Bingen: Weiterbildungs-Masterstudiengang Energie- und Betriebsmanagement
- Umwelt-Campus Birkenfeld das Institut für Angewandtes Stoffstrommanagement IfaS
- Technische Universität Braunschweig
- Hochschule Bremen: Studiengang Umwelttechnik
- Universität Bremen: FB Produktionstechnik, FG Technikgestaltung und Technologieentwicklung[1]
- Universität Duisburg-Essen: Lehrstuhl für Umweltwirtschaft und Controlling
- Ernst-Abbe-Fachhochschule Jena
- Karlsruher Institut für Technologie
- Universität Kassel: Masterstudiengang „Nachhaltiges Wirtschaften“[2]
- Universität Leipzig: Professur Bioenergiesysteme[3]
- Leuphana Universität Lüneburg: Fakultät Nachhaltigkeit (Sustainability Sciences)
- Otto-von-Guericke-Universität Magdeburg
- Technische Universität München: Lehrstuhl für Rohstoff- und Energietechnologie / Abteilung Stoffstrommanagement
- Fachhochschule Nordhausen
- Georg-Simon-Ohm-Hochschule Nürnberg: Fakultät Betriebswirtschaft, Masterschwerpunkt Supply-Chain and Information Management
- Carl von Ossietzky Universität Oldenburg
- Hochschule Pforzheim: Operations and Process Management, Planspiel ESSM[4]
- Hochschule Zittau/Görlitz

Hervorzuheben ist der viersemestrige Masterstudiengang Master in International Material Flow Management (M.Sc.), der vom Umwelt-Campus Birkenfeld angeboten wird. Ebenfalls ist es dort möglich Stoffstrommanagement als Schwerpunkt innerhalb der betriebswirtschaftlichen Studiengänge zu belegen.
An der Hochschule Pforzheim wurde zudem das erste (und bislang einzige) Plan- und Rollenspiel zu dieser Thematik entwickelt und in der Lehre eingesetzt.